# Instituto Ecuatoriano de Economía Política
El Instituto Ecuatoriano de Economía Política (IEEP) es una organización sin fines de lucro, con sede en Guayaquil, cuya razón social es el análisis de las políticas públicas y la divulgación del libertarismo en el Ecuador. Esta institución privada fue fundada en 1991 por Dora de Ampuero, y financia sus actividades por medio de donaciones voluntarias de individuos, empresas, y fundaciones.
El IEEP mantiene contacto con Red Atlas y es miembro de RELIAL (sección latinoamericana de la Internacional Liberal).

## Actividades y reconocimientos
IEEP realiza investigaciones y ponencias sobre los problemas socioeconómicos que afectan al Ecuador, desde la óptica de los derechos individuales y el gobierno limitado. Publica la serie llamada "Ideas de Libertad" con la colaboración de profesionales e intelectuales ecuatorianos, también la serie "Evolución y Cambio" con las memorias de los talleres y seminarios realizados por el instituto. Tiene un programa semanal de televisión en Cablenoticias titulado "Tribuna Liberal", y un programa semanal de radio en AM llamado "Contrapunto Liberal".
En la trayectoria del IEEP se encuentra su impulso mediante estudios y conferencias sobre la conveniencia de la dolarización en los momentos de crisis inflacionaria que vivía el Ecuador a finales de la década de 1990, estudios que finalmente fueron tomados en cuenta en la política monetaria nacional, de dicho país, a partir del año 2000 aunque de manera parcial. 
En el año 2004, compitiendo con 145 institutos en 49 países, recibió el Premio Templeton "por sus esfuerzos y contribuciones a favor de una sociedad libre y próspera".